# Eleições presidenciais no Turcomenistão em 1990
Eleições presidenciais foram realizadas na República Socialista Soviética do Turquemenistão em 27 de outubro de 1990. O único candidato foi o Secretário-geral do Partido Comunista do Turquemenistão, Saparmyrat Nyýazow, que obteve 98,3% dos votos de uma participação de 96,7%. Esta foi a primeira eleição presidencial na história do país e marcaria o início do governo autoritário e autocrático de Nyýazow.
| Candidato                            | Partido                              | Votos     | %     |
| ------------------------------------ | ------------------------------------ | --------- | ----- |
| Saparmyrat Nyýazow                   | Partido Comunista do Turcomenistão   | 1.716.278 | 98.3  |
| Contra                               | Contra                               | 29.790    | 1.7   |
| Votos em branco/nulos                | Votos em branco/nulos                | 307       | –     |
|                                      |                                      |           |       |
| Total                                | Total                                | 1,746,375 | 100.0 |
| Eleitores registrados/comparecimento | Eleitores registrados/comparecimento | 1,805,972 | 96.7  |